# Kytice (báseň)
Kytice je úvodní báseň ve sbírce Karla Jaromíra Erbena Kytice a celá sbírka je pojmenována po ní. Autor v ní vysvětluje, proč se rozhodl sbírku vytvořit. Ve sbírce je tematicky blízko poslední básni Věštkyně, jako vlastenecká báseň s výrazným prvkem lidové slovesnosti vytvářející rámec díla.

## Obsah básně
Zemřela matka a do hrobu dána,

siroty po ní zůstaly;

i přicházely každičkého rána

a matičku svou hledaly.

I zželelo se matce milých dítek;

duše její se vrátila

a vtělila se v drobnolistý kvítek,

jímž mohylu svou pokryla.

Poznaly dítka matičku po dechu,

poznaly ji a plesaly;

a prostý kvítek, v něm majíc útěchu,

mateřídouškou nazvaly.

Mateřídouško vlasti naší milé,

vy prosté naše pověsti,

natrhal jsem tě na dávné mohyle -

komu mám tebe přinésti?

Ve skrovnou já tě kytici zavážu,

ozdobně stužkou ovinu;

do širých zemí cestu ti ukážu,

kde příbuznou máš rodinu.

Snad že se najde dcera mateřina,

jíž mile dech tvůj zavoní;

snad že i najdeš některého syna,

jenž k tobě srdce nakloní!

## Vyznění básně
Báseň se skládá ze dvou částí: první tři sloky obsahují pověst o vzniku slova mateřídouška, další tři sloky mají vlastenecký obsah, ve kterém se matka stává symbolem vlasti a národa, a pověsti, ve sbírce obsažené, květy, kterými pokryla svou dávnou mohylu. Autor vyjadřuje naději, že dítka vlasti v básních sbírky svou matku poznají. Celá báseň se tak stává jakousi alegorií.